# Spelaeornis longicaudatus
A Spelaeornis longicaudatus a madarak osztályának verébalakúak (Passeriformes) rendjébe és a timáliafélék (Timaliidae) családjába tartozó faj.

## Rendszerezése
A fajt Frederic Moore brit lepidopterológus írta le 1854-ben, a Pnoepyga nembe Pnoepyga longicaudata néven.

## Előfordulása
Dél-Ázsiában, India északkeleti részén honos. Természetes élőhelyei a szubtrópusi és trópusi hegyi esőerdők. Állandó, nem vonuló faj.

## Megjelenése
Testhossza 12 centiméter.

## Életmódja
Rovarevő, egyedül vagy párban fordul elő, csendes és nem feltűnő.

## Szaporodása
A tenyésztés április-június folyamán történik.

## Természetvédelmi helyzete
Az elterjedési területe kicsi, csökkenő és erősen széttagolt, egyedszáma 2500-9999 példány közötti és szintén csökken. A Természetvédelmi Világszövetség Vörös listáján sebezhető fajként szerepel.